# Jane Evelyn Atwood

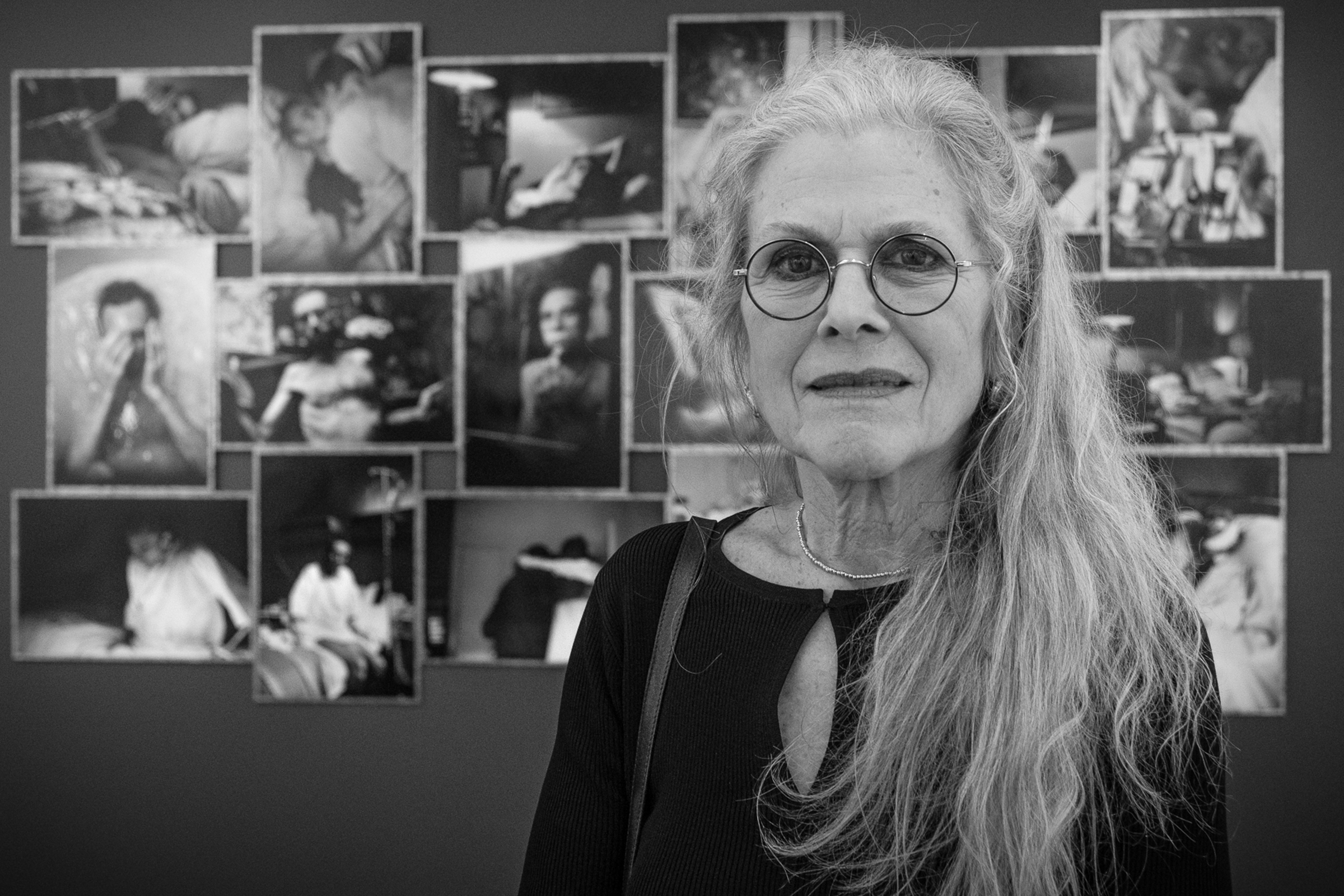
Jane Evelyn Atwood nel 2020 in un ritratto di Claude Truong

Jane Evelyn Atwood (New York, 15 dicembre 1947) è una fotografa statunitense.

## Biografia
Ha studiato in Tennessee, Illinois e Massachusetts per laurearsi nel 1970 al Bard College di New York.
Non conosciamo i motivi del suo trasferimento a Parigi nel 1971 né quelli che l'hanno avvicinata alla fotografia. È noto però che la sua prima macchina fotografica fu acquistata nel 1975 e che il mondo che le interessava era quello degli emarginati. La prima documentazione, infatti, pubblicata in Germania, dal titolo "Nächtlicher Alltag", sulla prostituzione parigina notturna, è del 1980 e "Dialogues de Nuit" del 1981. Nel frattempo aveva iniziato nel 1977 un progetto sui bambini ciechi che sarebbe uscito in volume dieci anni dopo.
A partire dal 1989 e per i successivi 10 anni ha dedicato il suo tempo fotografico alle donne carcerate sia in Francia che negli Stati Uniti, comprese quelle recluse nel braccio della morte: "Too Much Time: Women in Prison" è un volume che contiene 150 fotografie di coloro che hanno accettato di farsi riprendere con le lunghe interviste dello storico Tony Parker.
L'Éditions du Seuil ha pubblicato nel 2004 "Sentinelles de l'ombre", foto e testi sulle vittime delle mine antiuomo in Cambogia, Mozambico, Angola, Kosovo e Afghanistan. L'anno successivo, dopo tre anni di lavoro esce "Badate" per la Silvana Editoriale sulle badanti in Italia.
Le sue immagini sono apparse su molti giornali e riviste: Life, Stern, New York Times Magazine, Das Magazine, Sette, Paris Match, Elle, Marie Claire e fanno parte di collezioni pubbliche e private.

## Pubblicazioni (selezione)
- Nachtlicher Alltag, Mahnert-Lueg Verlag, 1980 - ISBN 978-3922170167
- Dialogues de Nuit, Éditions Jean-Jacques Pauvert/Ramsay, 1981
- Legionnaires, Hologramme, 1986
- Exterieur Nuit, Éditions Actes Sud, Photo Poche Société, Centre National de Photo, 1998
- Too Much Time: Women in Prison, Phaidon, 2000
- Sentinelles de l'ombre, Éditions du Seuil, 2004
- A Contre Coups, Éditions Xavier Barral, 2006. In collaboration with Annette Lucas
- Haiti, Actes Sud, Arles, 2008
- Badate, Silvana Editoriale, Milano, 2008
- Jane Evelyn Atwood, Actes Sud, 2010. PhotoPoche series #125
- Rue des Lombardes (riedizione di Nachtlicher Alltag, Éditions Xavier Barral, Parigi, 2011 - ISBN 978-2915173796

## Onorificenze (selezione)
- 1997, Leica Oskar Barnack Award per "Too Much Time: Women in Prison"
- 1998, Alfred Eisenstadt Award for Magazine Photography
- 2003, Hasselblad Foundation Grant
- 2005, Charles Flint Kellog Award in Arts and Letters, Bard College

## Mostre (selezione)
- 2011, Photographs 1976-2010. A retrospective, Maison européenne de la photographie, Paris